# 尾州廻船
尾州廻船（びしゅうかいせん）は、江戸時代後期から明治時代にかけて尾張国の知多半島を拠点に活躍した廻船集団である。菱垣廻船や樽廻船の間を縫うように本州太平洋側に展開した。主に上方 - 伊勢湾地域 - 江戸の海運を担った。

## 特色

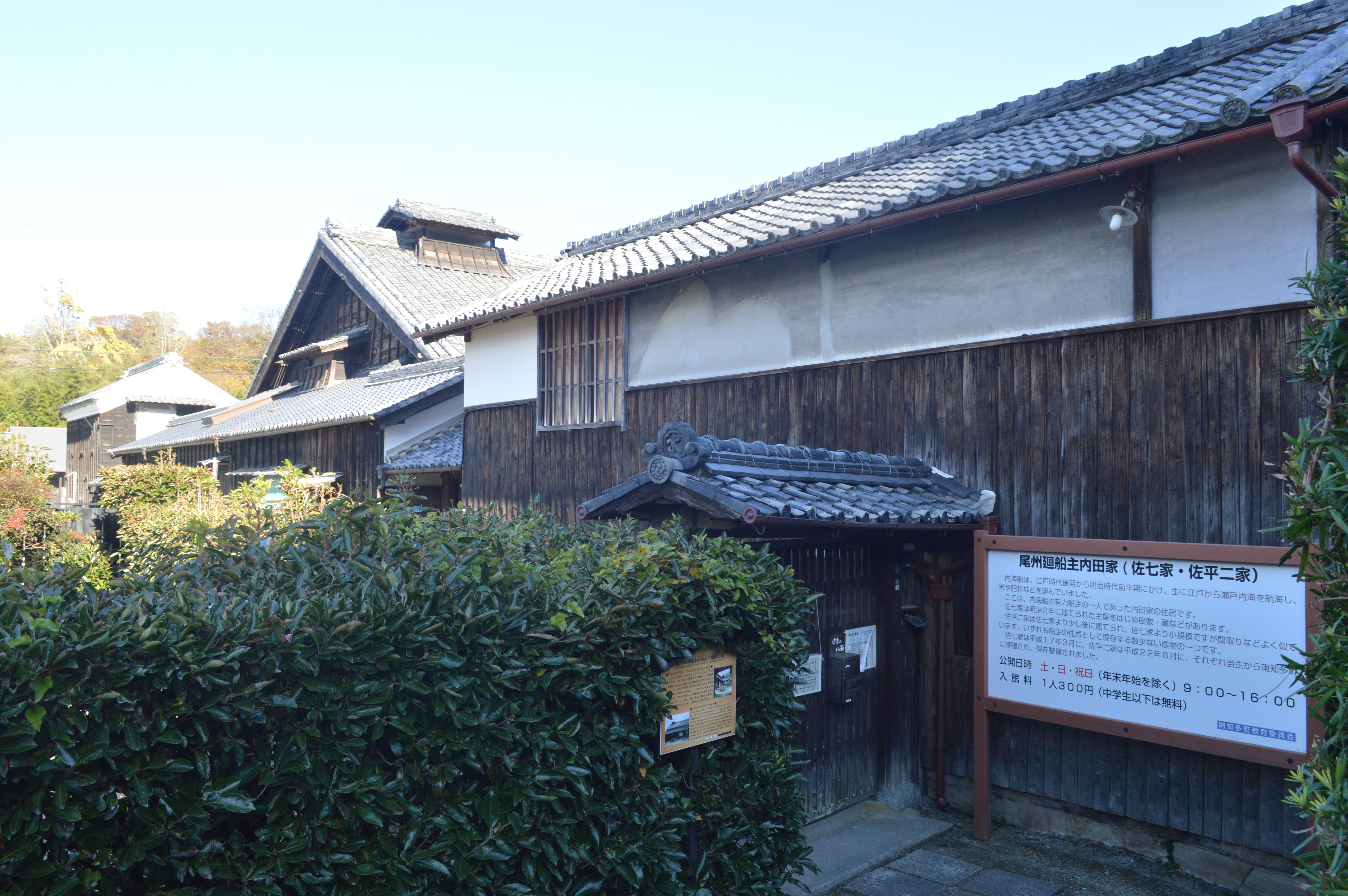
尾州廻船内海船船主 内田家

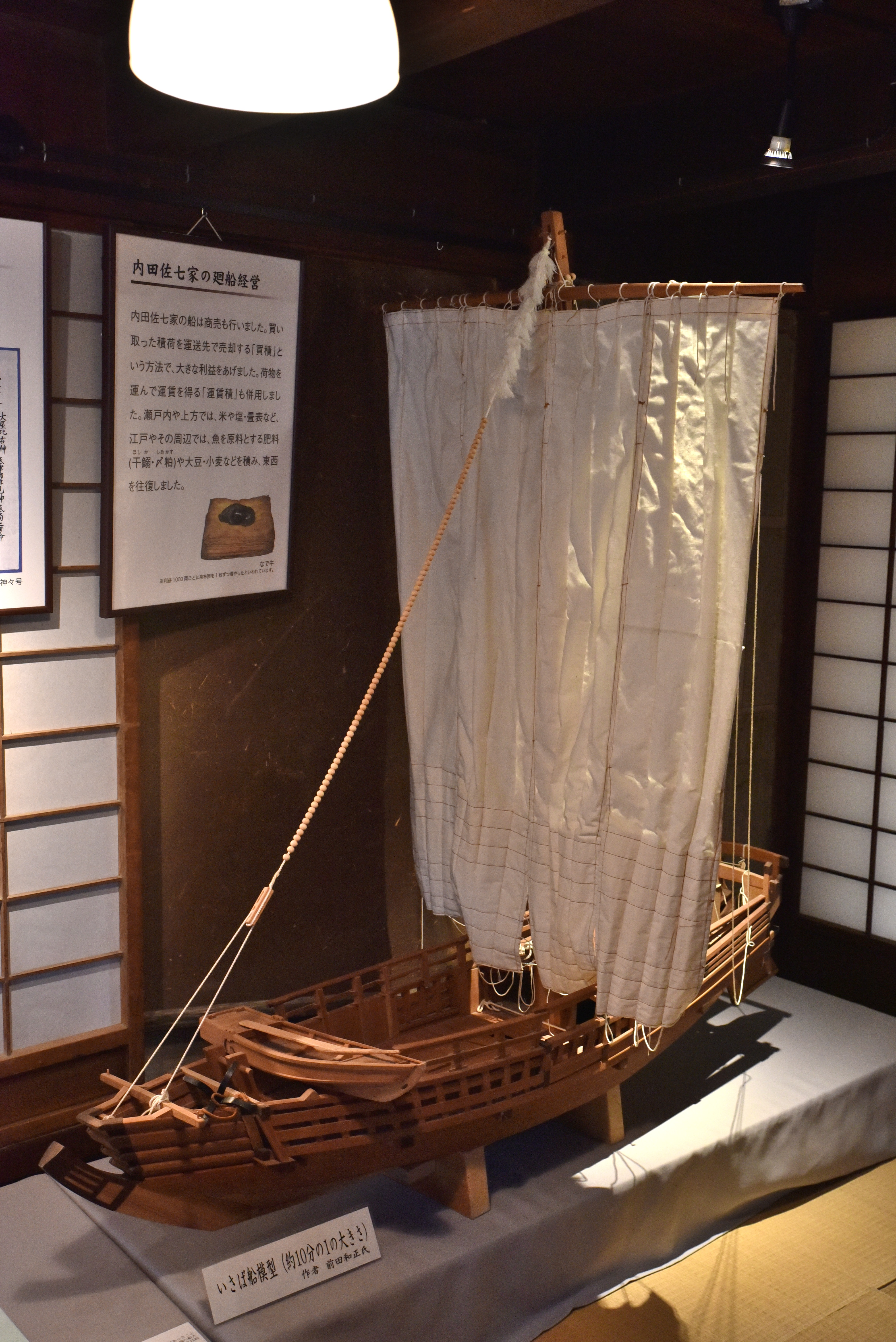
尾州廻船の模型

尾州廻船とは尾張国の船主が所有する荷物運搬用の大型船のことをいい、大野・野間・常滑・内海・半田・亀崎など知多半島各地を拠点に活躍した。このうち知多半島南岸の内海（現在の南知多町大字内海）やその周辺を拠点としたものを内海船（うつみぶね）と呼んだ。1857年には250艘もの船を抱えた巨大集団であった。
積荷の運賃を利益とした菱垣廻船や樽廻船とは異なり、内海船は生産地で買い取った商品を運んだ先で売却するという「買い積み方式」を取っており、商人や資本家から完全に独立していたため莫大な利益を上げた。
愛知県知多郡南知多町大字内海にある「内田佐七家」は、尾州廻船全盛期の船主である内田家が住んでいた建築物であり、往年の繁栄を現世に伝えている。尾州廻船内海船船主 内田家として一般公開されており、2017年（平成29年）7月31日には重要文化財に指定された。